# Indijska književnost
Indijska književnost se odnosi na književnost objavljenu na Indijskom potkontinentu do 1947. godine i u Republici Indiji nakon toga. Republika Indija ima 22 zvanično priznata jezika.
Najstarija dela indijske književnosti prenošena su usmenim putem. Sanskritska književnost počinje usmenom književnošću Rigvede, zbirkom svetih himni koje datiraju iz perioda 1500–1200 godine pne. Sanskritski epovi Ramajana i Mahabharata pojavili su se krajem II milenijuma pne. Klasična sanskritska književnost brzo se razvijala tokom prvih vekova prvog milenijuma pne, kao i tamilska sangamska književnost i Pali kanon.
U srednjovekovnom periodu, književnost na kanadskom i teluškom pojavile su se u 9. i 11. veku, respektivno. Kasnije se pojavila književnost na maratijskom, odijskom i bengalskom. Nakon toga počela se pojavljivati i književnost na raznim dijalektima hindskog, persijskog i urduskog jezika. Početkom 20. veka, bengalski pesnik Rabindranat Tagor postao je prvi indijski dobitnik Nobelove nagrade za književnost. U savremenoj indijskoj književnosti postoje dve glavne književne nagrade; to su stipendija Sahitja akademije i nagrada Džnanpit. Osam Džnanpit nagrada je dodeljeno za dela na hindijskom i kanadskom, čemu sledi pet za radove na bengalskom i malajalamskom, četiri u odijskom, četiri u gudžaratiju, maratiju, telugu i urdu, po dve na asamesiju i tamilu, te jedna za delo na sanskritu.

## Na arhaičnim indijskim jezicima

### Prakritska književnost
Najistaknutiji prakritski jezici bili su đainski prakrit (Ardamagadi), pali, maharaštri i šauraseni.
Jedno od najranijih postojećih prakritskih dela je Halova antologija pesama u Maharaštrija, Gaha Satasaj, koja datira od 3. do 5. veka p. n. e.. Kalidasu i Haršu su takođe koristili Maharaštri u nekim svojih predstava i poeziji. U džainizmu su mnoga Svetambarska dela napisana u Maharaštri.
Mnoge drame Asvagose napisane su u šauraseni, kao i veliki broj Đainskih dela i Rajasekarovih Karpuramanjara. Kanto 13 Batikavije napisan je u onome što se naziva „poput vernakulara” (basasama), odnosno može se čitati na dva jezika istovremeno: prakritu i sanskritu.

### Tamilska književnost
Sangamska književnost (tamilski: சங்க இலக்கியம், Sanga ilakkiyam) je drevna tamilska književnost perioda u istoriji Južne Indije (poznatog kao tamilakam ili tamilagam) koji se proteže od oko 300. p. n. e. do 300. godine (Akananuru (1, 15, 31, 55, 61, 65, 91, 97, 101, 115, 127, 187, 197, 201, 211, 233, 251, 265, 281, 311, 325, 331, 347, 349, 359, 393, 281, 295), Kuruntogaj (11), Natrinaj (14, 75) datirani su pre 300. p. n. e.). Ova kolekcija sadrži 2381 poemu na tamilskom jeziku koju su sačinila 473 pesnika, od kojih je oko 102 ostalo anonimno. Većina raspoložive sangamske književnosti je iz Trećeg Sangama. Taj period je poznat kao sangamski period, i odnosi se na preovlađujuće legende o Sangamu koje pominju književne akademije hiljadama godina stare, što daje naziv korpusu književnosti. Jedine verske pesme među kraćim pesmama javljaju se u paripatalu. Ostatak korpusa Sangamske književnosti se bavi ljudskim odnosom i emocijama.
Sangamska književnost se bavi emocionalnim i materijalnim temama kao što su ljubav, rat, upravljanje, trgovina i nesreća. Tokom sangamskog perioda su živeli neki od najvećih tamilskih učenjaka, poput Tiruvaluvara, koji je pisao o etici i o raznim životnim pitanjima poput vrline, bogatstva i ljubavi, ili tamilskog pesnika Mamulanara, koji je istraživao istorijske incidente koji su se dogodili u Indiji.

## Literatura
- Apte, Vaman Shivram (1965), The Practical Sanskrit Dictionary (4th revised & enlarged изд.), Delhi: Motilal Banarsidass, ISBN 978-81-208-0567-5.
- Avari, Burjor (2007), India: The Ancient Past, London: Routledge, ISBN 978-0-415-35616-9
- Harold G. Coward (1990).  Potter, Karl, ур. The Philosophy of the Grammarians, in Encyclopedia of Indian Philosophies. 5. Princeton University Press. ISBN 978-81-208-0426-5.
- Filliozat, Pierre-Sylvain (2004). „Ancient Sanskrit Mathematics: An Oral Tradition and a Written Literature”.  Ур.: Chemla, Karine; Cohen, Robert S.; Renn, Jürgen;  . History of Science, History of Text (Boston Series in the Philosophy of Science). Dordrecht: Springer Netherlands. ISBN 9781402023200.[мртва веза]
- Flood, Gavin (1996), An Introduction to Hinduism, Cambridge University Press, ISBN 978-0-521-43878-0
- Flood, Gavin, ур. (2003), The Blackwell Companion to Hinduism, Malden, Massachusetts: Blackwell, ISBN 978-1-4051-3251-0
- Holdrege, Barbara A. (1995). Veda and Torah. SUNY Press. ISBN 978-0-7914-1639-6.
- MacDonell, Arthur Anthony (1900), A History of Sanskrit Literature, New York: D. Appleton and Co, OCLC 713426994 (full text online)
- Mahadevan, T.M.P (1952),  Radhakrishnan, Sarvepalli; Ardeshir Ruttonji Wadia; Dhirendra Mohan Datta, ур., History of Philosophy, Eastern and Western, George Allen & Unwin, OCLC 929704391
- Michaels, Axel (2004). Hinduism: Past and Present. Princeton University Press. ISBN 978-0-691-08953-9.
- Monier-Williams, Monier, ур. (1851). Dictionary, English and Sanskrit. London: Honourable East-India Company. OCLC 5333096. (reprinted 2006 as.  978-1-881338-58-1.)
- Muir, John (1861). Original Sanskrit Texts on the Origin and Progress of the Religion and Institutions of India. Williams and Norgate.
- Müller, Max (1891). Chips from a German Workshop. New York: C. Scribner's sons..
- Olivelle, Patrick (1999). Dharmasutras: The Law Codes of Ancient India. Oxford University Press. ISBN 978-0-19-283882-7.
- Radhakrishnan, Sarvepalli; Moore, Charles A., ур. (1957). A Sourcebook in Indian Philosophy (12th Princeton Paperback изд.). Princeton University Press. ISBN 978-0-691-01958-1.
- Staal, Frits (1986), The Fidelity of Oral Tradition and the Origins of Science, Mededelingen der Koninklijke Nederlandse Akademie von Wetenschappen, North Holland Publishing Company
- Smith, Brian K. (1992). „Canonical Authority and Social Classification: Veda and 'Varṇa' in Ancient Indian Texts”. History of Religions. 32 (2): 103—125. JSTOR 1062753. doi:10.1086/463320.
- Sullivan, B. M. (leto 1994), „The Religious Authority of the Mahabharata: Vyasa and Brahma in the Hindu Scriptural Tradition”, Journal of the American Academy of Religion, 62 (1): 377—401, doi:10.1093/jaarel/LXII.2.377
- Wilke, Annette; Moebus, Oliver (2011). Sound and Communication: An Aesthetic Cultural History of Sanskrit Hinduism. Walter de Gruyter. ISBN 978-3-11-018159-3.
- Witzel, Michael (1997), Inside the Texts, Beyond the Texts: New Approaches to the Study of the Vedas, Harvard Oriental Series, Opera Minora; vol. 2, Cambridge: Harvard University Press
- Zaehner, R. C. (1966), Hindu Scriptures, Everyman's Library, London: J. M. Dent
- J. Gonda, Vedic Literature: Saṃhitās and Brāhmaṇas. 1975. ISBN 978-3-447-01603-2., A History of Indian literature. Vol. 1, Veda and Upanishads, Wiesnaden: Harrassowitz. .
- J.A. Santucci (1976). An Outline of Vedic Literature. Scholars Press.. for the American Academy of Religion, .
- S. Shrava, A Comprehensive History of Vedic Literature – Brahmana and Aranyaka Works, Pranava Prakashan (1977).
- M. Bloomfield (1907). A Vedic Concordance.
- Vishva Bandhu, Bhim Dev, S. Bhaskaran Nair (eds.), Vaidika-Padānukrama-Koṣa: A Vedic Word-Concordance, Vishveshvaranand Vedic Research Institute, Hoshiarpur, 1963–1965, revised edition 1973–1976.
- Griffiths, Arlo and Houben, Jan E.M., ур. (2004). The Vedas : texts, language & ritual: proceedings of the Third International Vedic Workshop, Leiden 2002. ISBN 978-90-6980-149-0.. Groningen Oriental Studies 20, Groningen : Forsten. .
- Fallon, Oliver (2009). „Introduction”. Bhatti's Poem: The Death of Rávana (Bhaṭṭikāvya). New York: New York University Press, Clay Sanskrit Library.
- Jain, Vijay K. (2011), Acharya Umasvami's Tattvarthsutra (1st изд.), Uttarakhand: Vikalp Printers, ISBN 978-81-903639-2-1, „ ”
- Jaini, Padmanabh S. (1998), The Jaina Path of Purification, Delhi: Motilal Banarsidass, ISBN 978-81-208-1578-0 Непознати параметар |orig-date= игнорисан (помоћ)
- Winternitz, M. A History of Indian Literature. Oriental books, New Delhi, 1927 (1907)
- Prajapati, Manibhai K. (2005), Post-Independence Sanskrit Literature: A Critical Survey, Standard Publishers (India)
- S. Ranganath, „Modern Sanskrit Writings in Karnataka” (PDF). 2009. Архивирано из оригинала 04. 03. 2018. г., Rashtriya Sanskrit Sansthan,